# Bajszos klarinétmadár
A bajszos klarinétmadár (Myadestes genibarbis) a madarak (Aves) osztályának verébalakúak (Passerifromes) rendjébe és a rigófélék (Turdidae) családjába tartozó faj.

## Rendszerezése
A fajt William John Swainson angol ornitológus írta le 1838-ban.

## Alfajai
- Myadestes genibarbis solitarius (S. F. Baird, 1866) - Jamaica és a Kajmán-szigetek
- Myadestes genibarbis montanus (Cory, 1881) - Hispaniola (a Dominikai Köztársaság és Haiti)
- Myadestes genibarbis dominicanus (Stejneger, 1882) - Dominikai Közösség
- Myadestes genibarbis genibarbis (Swainson, 1838) - Martinique
- Myadestes genibarbis sanctaeluciae (Stejneger, 1882) - Saint Lucia
- Myadestes genibarbis sibilans (Lawrence, 1878) - Saint Vincent és a Grenadine-szigetek [2]

## Előfordulása
A Karib-térségben, Antigua és Barbuda, Barbados, a Kajmán-szigetek, a Dominikai Közösség, a Dominikai Köztársaság, Haiti, Jamaica, Martinique, Montserrat, Saint Kitts és Nevis és Saint Lucia, valamint a Saint Vincent és a Grenadine-szigetek területén honos.
Természetes élőhelyei a szubtrópusi és trópusi hegyi esőerdők és magaslati cserjések. Állandó, nem vonuló faj.

## Megjelenése
Testhossza 21 centiméter, testtömege 26-28 gramm.

## Életmódja
Gyümölcsökkel és rovarokkal táplálkozik.

## Természetvédelmi helyzete
Az elterjedési területe nagyon nagy, egyedszáma ugyan csökken, de még nem éri el a kritikus szintet. A Természetvédelmi Világszövetség Vörös listáján nem fenyegetett fajként szerepel.